# Exocentrus toekanensis
Exocentrus toekanensis är en skalbaggsart. Exocentrus toekanensis ingår i släktet Exocentrus och familjen långhorningar.

## Underarter
Arten delas in i följande underarter:
- E. t. borneensis
- E. t. toekanensis